# 2017년~2018년 북핵 위기
2017년 조선민주주의인민공화국은 빠르게 핵 무기 역량을 강화하여 미국과 그 동맹국들에 대한 군사적 긴장을 고조시켰다. 조선민주주의인민공화국은 여러 차례의 대륙간 탄도 미사일(ICBM) 발사에 성공하였고, 일본 상공으로 대륙간 탄도 미사일 발사 및 미국과 대한민국 영토에 대한 공격 위협을 하였다. 이같은 조선민주주의인민공화국 측의 위협에 미국 대통령 도널드 트럼프는 외교적 해법을 선호 하지만, 군사적 해법이 준비되어 장전되었다고 언급하였다.
전 유엔 주재 미국 대사 존 볼턴과 전 미국 국방장관 리언 패네타, 월리엄 코언 등은 2017년 북핵으로 인한 미국과 조선민주주의인민공화국의 대치는 과거 쿠바 미사일 위기보다도 더 심각한 핵 위기라고 분석하였다.

## 배경

### 조선민주주의인민공화국의 대량살상무기 개발
2017년 1월 1일, 조선민주주의인민공화국의 김정은 조선로동당 위원장은 신년사를 통해 "대륙간 탄도미사일(ICBM) 시험 발사가 마감 단계"라고 밝혔다.
2017년 8월 초, 조선민주주의인민공화국이 미 본토에 닿을 수 있는 미사일에 장착 가능한 핵 탄두의 소형화에 성공한 것으로 보인다고 미국 국방정보국(DIA)이 분석하였다.

## 전개

### 2017년 조선민주주의인민공화국 핵 실험 여파
2017년 9월 19일 도널드 트럼프는 그의 첫번째 유엔 총회 기조 연설에서 조선민주주의인민공화국이 미국과 그 동맹국들을 위협한다면 조선민주주의인민공화국을 완전히 파괴할 것이라고 경고하였다.
그에 대해 맞대응으로 북한은 리용호 외무상을 내세워 개짖는소리라고 반박하며 북한 공화국에 대한 참수나 위협시 미국에 선제 핵공격을 가할 것으로 위협하기도 했다.

### 2018년 초 미국의 대북 압박
2018년 1월 국정연설에서 트럼프 대통령은 북한의 잔인한 독재보다 더 잔인하게 자국 시민을 탄압한 정권은 없었다면서, 미국 본토를 위협하는 북한의 핵무기 프로그램에 대해 최대의 압박을 가할 것이라고 언급하였다.
평창 올림픽이 진행되던 2018년 2월에는, 미국이 북한의 핵 시설에 한해서 정밀타격을 하는 이른바 '코피 작전(bloody nose attack)'을 고려 중이라는 보도가 나왔다. 트럼프 행정부에서는 경제 제재 외의 압박은 고려하지 않고 있다며 선제공격설을 부인하였으나, 미 국무부 동아시아태평양 차관보 대행 수잔 손턴(Susan Thornton)은 군사적 옵션은 아직 테이블 위에 있다고 재차 강조하였다.

### 2018년 평창 올림픽 남북 대화
2017년 초부터 시작된 북미 간 갈등과 남북 간 긴장감 고조는 북한의 평창올림픽 참석 및 남북 인사의 교류로 인해서 일부 누그러졌다. 특히 김여정과 김영남이 남한을 방문하여 문재인 대통령을 접견하였다.

### 제3~4차 남북정상회담
문재인 대통령과 김정은 위원장은 판문점에서 정상회담을 가졌으며, 판문점 선언을 발표하였다. 판문점 선언 이후 적대적 대치 상황이 해소되었다. 이후 같은 해 5월 두 정상이 다시 만나서 한반도의 비핵화와 항구적인 평화체제에 대해 합의하였다. 판문점 선언 6일 전, 김정은 위원장은 전원회의에서 핵시험 및 대륙간탄도미사일 실험에 대한 중단을 선언했다.

### 북미정상회담
처음으로 북한과 미국의 정상이 만나서 정상회담을 가졌으며, 센토사 합의를 통해서 양국간 긴장을 완화하고 판문점 선언을 재확인하였다.

### 그 이후, 오늘날
아직까지 북한이 공식적으로 핵실험을 했다는 증거는 없으나, 여러가지 미심쩍은 전황들이 보여지고 있다. 그리고 대륙간탄도미사일 실험은 다시 진행되고 있다.

## 같이 보기
- 제1차 북핵 위기
- 제2차 북핵 위기
- 2017년 조선민주주의인민공화국 미사일 발사
- 2017년 조선민주주의인민공화국 핵 실험
- 2018년 제1차 남북정상회담
- 2018년 제2차 남북정상회담
- 2018년 제3차 남북정상회담
- 2018년 북미정상회담
- 조선민주주의인민공화국의 비핵화
- 코리아 패싱
- 조선민주주의인민공화국의 대량살상무기
- 쿠바미사일위기